# 경산중앙초등학교
경산중앙초등학교는 대한민국 경상북도 경산시 중방동에 있는 공립 초등학교이다.

## 학교 연혁
- 1908년 6월 3일 경산공립심상소학교(일본인 학교)로 개교
- 1945년 11월 22일 경산공립국민학교로 개교
- 1947년 5월 1일 경산중앙국민학교로 교명 변경
- 1959년 5월 13일 현 교사로 이전
- 1996년 3월 1일 경산중앙초등학교로 교명 변경
- 2019년 2월 15일 제72회 졸업식(졸업색 총 수 : 15,838명)
- 2019년 3월 1일 제30대 이창형 교장 부임
- 2019년 3월 1일 14학급 편성 (특수학급 2학급)

## 참고 자료
- 경산중앙초등학교 - 한국교육학술정보원 학교알리미